# Plain Rap
Plain Rap – trzeci studyjny album amerykańskiej grupy hip-hopowej The Pharcyde

## Lista utworów
1. "Trust"
2. "Network" (feat. Black Thought)
3. "L.A."
4. "Somethin'"
5. "Misery"
6. "Blaze"
7. "Rush"
8. "Sock Skit"
9. "Guestlist"
10. "Evolution"
11. "Front Line"
12. "World"